# Ruta Quetzal
Ruta Quetzal (también denominada Banesto con Aventura 92, Ruta Quetzal Argentaria y Ruta BBVA en distintas etapas por motivos de patrocinio) es un proyecto de educación e intercambio cultural para jóvenes creado en 1979 por el famoso aventurero español Miguel de la Quadra-Salcedo, por sugerencia del rey Juan Carlos I de España con el objetivo de consolidar a través de la juventud los cimientos de la Comunidad Iberoamericana de Naciones entre todos los países de habla hispana, incluyendo Brasil y Portugal.
A lo largo de 46 años y 34 ediciones, esta expedición iniciática, en la que se mezclan la educación en valores, la cultura y la aventura ha unido a cerca de 14 000 jóvenes recorriendo más de 20 países, siguiendo siempre las huellas de personajes cruciales en la Historia de la Comunidad Iberoamericana.

## Historia
La primera expedición tuvo lugar en 1979. A partir de 1985, adoptó el nombre de «Banesto con Aventura 92», con el patrocinio del banco extendiéndose hasta 1992.
El programa también fue declarado de interés nacional por más de 30 países, estuvo avalado por la Unión Europea, y fue declarado en 1990 un programa cultural de «Interés Universal» por la Unesco.
Ruta Quetzal estuvo organizado y promovido por la Sociedad Estatal Quinto Centenario hasta el año 1992, conmemorando el V Centenario del Descubrimiento de América, y desde entonces depende del Ministerio de Asuntos Exteriores y de Cooperación de España, por medio de la Secretaría de Estado de Cooperación Internacional y para Iberoamérica.
A partir de 1993, el programa fue denominado Ruta Quetzal y contó con el patrocinio inicial de Argentaria hasta el año 2000 y después, del Banco Bilbao Vizcaya Argentaria tras la absorción de Argentaria por parte del BBV cambiando el nombre a Ruta Quetzal BBVA.
En 2001 fue galardonada con el premio «Outward Bound 2001», concedido por el Instituto de Pedagogía de la Experiencia de la Universidad de Luneburgo (Alemania), en reconocimiento de su programa pedagógico intercultural, destinado a fomentar la formación de la propia personalidad y el conocimiento mutuo.
Desde el año 2005 está adscrito a la Secretaría General Iberoamericana (SEGIB).
En 2013 recibió el premio Educación y Libertad otorgado por FUNDEL (Fundación Europea Educación y Libertad).
En noviembre de 2013 la expedición pasó a llamarse Ruta BBVA, lo cual generó varias críticas en la comunidad de antiguos expedicionarios ya que se eliminaba del nombre la palabra "quetzal", fuerte seña de identidad y símbolo reconocido de la expedición.
Tras la muerte de Miguel de la Quadra-Salcedo en 2016, y la retirada de financiación del BBVA se detuvo la celebración de la Ruta, hasta que en 2022 su hijo Íñigo de la Quadra-Salcedo la relanzó en una versión algo más reducida, bajo el patrocinio de la Agencia Gallega de Turismo de la Junta de Galicia.

## La expedición
La expedición actualmente tiene una duración de unos quince días. Anteriormente solía tener una duración de un mes, entre julio y agosto.
Se desarrolla en régimen de campamento: durante toda la expedición, los expedicionarios o ruteros viven en tiendas de campaña y deben llevar consigo sus objetos personales en mochilas. Se dividen en grupos, capitaneados por un monitor, y a cada rutero se le asignan unos compañeros de tienda.
Actualmente solo se visita España pero antes de 2016 se visitaba una zona de España y uno o diversos países de Iberoamérica.

### Participación
Tras el relanzamiento de 2022 el sistema de participación ha cambiado considerablemente, actualmente las condiciones para poder acudir son:
- Estar cursando los estudios de 4º ESO y 2º [[Formación profesional en España#Ciclos Formativos de Formación Profesional Básica[6]|CFGB]] en España.
- Tener entre 15 y 16 años antes del inicio de la expedición.

Los candidatos se eligen en base al expediente académico del año anterior, según la nota media final de 3º ESO o 1º FPB. Desde 2023 se fijó, comunidad autónoma por comunidad autónoma, una nota de corte distinta por sexos, más baja para chicos que para chicas, para que hubiera algo más de paridad entre sexos, ya que el 87% de los participantes eran chicas.
Alrededor de 200 nuevos ruteros son seleccionados en cada edición.

#### Anteriormente
En antiguas ediciones, la edad de participación estaba comprendida entre los 16 y 17 años, pero en 2015 se decidió cambiar el grupo de edad de los participantes.

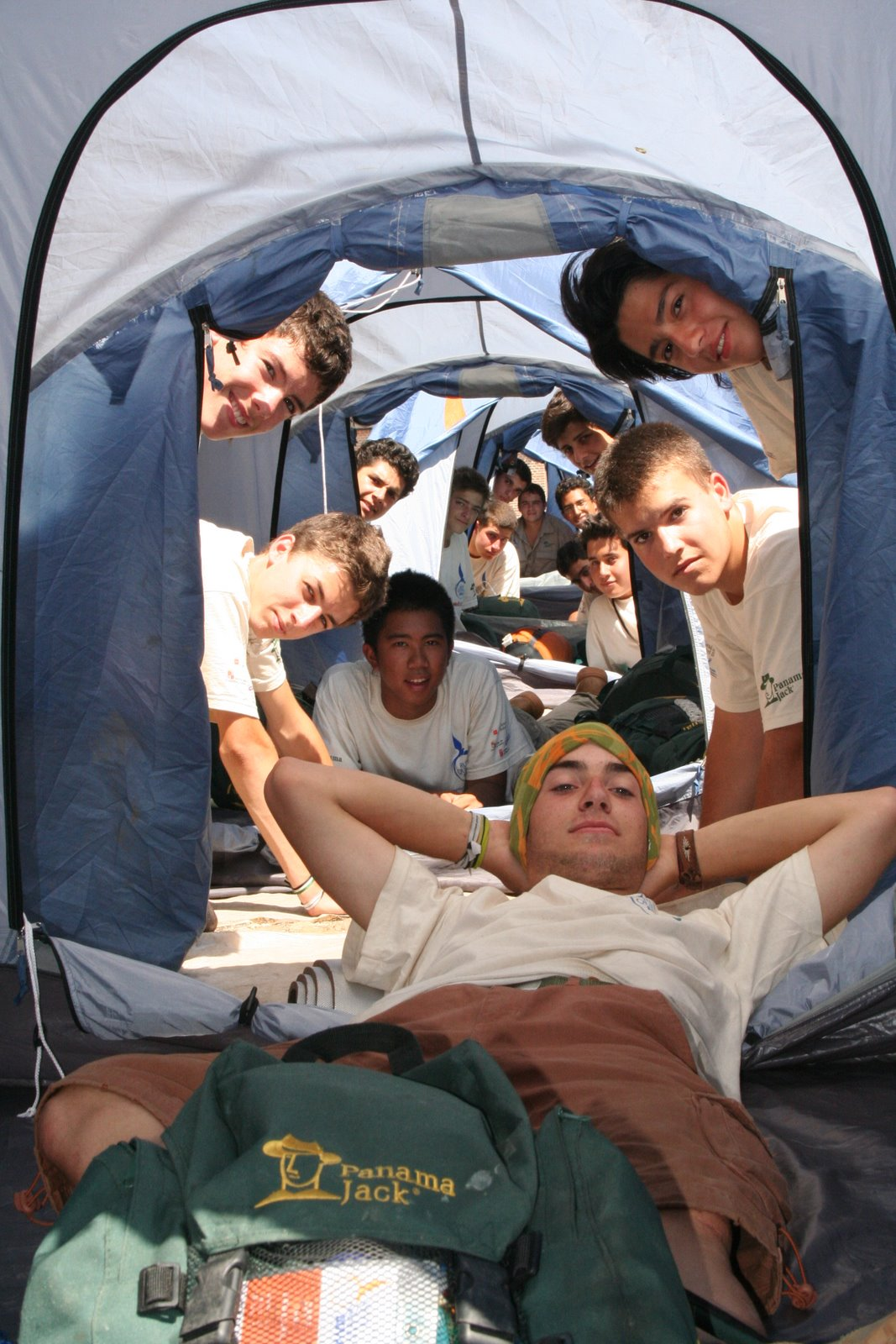
Ruteros 2007 en tiendas de campaña, España.

Era necesario presentar el expediente académico, además para poder participar había que entregar un trabajo, musical o de investigación, y un proyecto de emprendimiento social, relacionado con uno de los cuatro ámbitos propuestos por la organización: salud, economía colaborativa, educación o sostenibilidad ambiental. Eran valorados por la Universidad Complutense de Madrid. En último lugar se realizaba una entrevista personal con los preseleccionados.

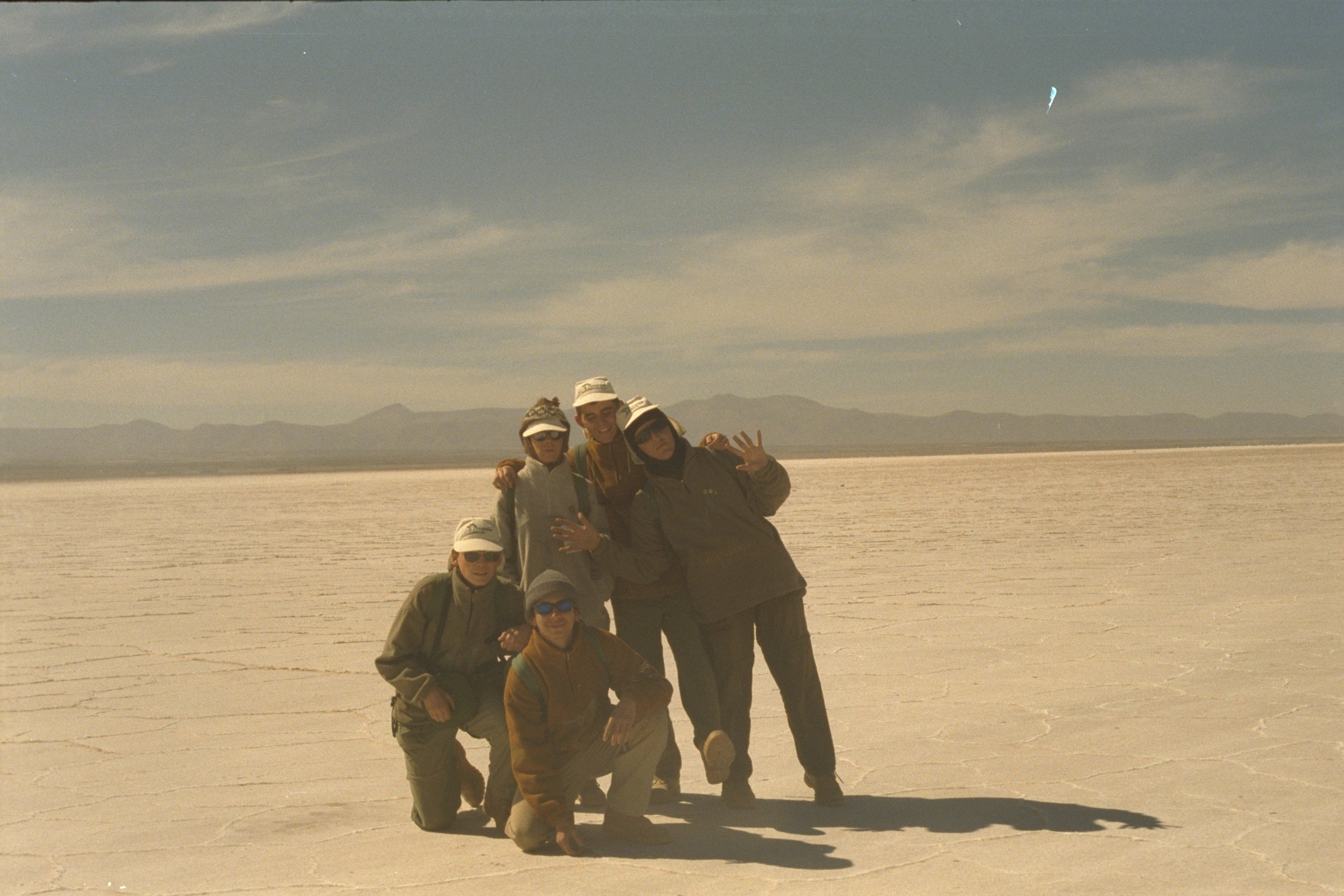
Foto de grupo en Salar de Uyuni, Bolivia, Ruta Quetzal 1996

Las plazas se repartían en función de la pertenencia de los candidatos a tres grupos diferentes: hijos de empleados de BBVA, candidatos de los países invitados a participar y embajada de la discapacidad (reservado para aquellos expedicionarios con una discapacidad igual o superior al 30%).
La edición de 2013 fue la última en que se invitó a participar a jóvenes de países europeos que no fueran España o Portugal.
Entre 1993 y 1996, los participantes eran seleccionados a través de un concurso de televisión emitido en La 2 de Televisión Española.
El número de participantes ha ido variando desde los 450 del año 1993 hasta los 150 del 2016, hasta establecerse en 200.

### Programa académico
El programa académico es una parte fundamental de todas las ediciones, ya que la expedición al completo se sustentaba en él y el itinerario seguía las huellas de los personajes fundamentales para la historia de las tierras visitadas.
Anteriormente, el programa académico estaba a cargo de la Universidad Complutense de Madrid, y pretendía impulsar la unión de los pueblos y la consciencia histórica, así como la relación con las nuevas tecnologías y la ciencia.
El programa académico estaba orientado a impulsar las relaciones históricas y de futuro entre Europa y América en completa unión con las ciencias y técnicas de nuestro tiempo. Durante el viaje se impartían cursos, seminarios, talleres, conferencias y coloquios sobre diversos temas, a cargo de ponentes españoles e iberoamericanos.
Al finalizar cada viaje, el programa académico se cerraba con una entrega de diplomas a los expedicionarios, celebrada en un acto de clausura presidido por la Universidad Complutense de Madrid.

### Personalidades
Algunos personajes como Camilo José Cela, Mario Vargas Llosa, Emilio Butragueño, Pedro Duque, Julio Iglesias y Silvio Rodríguez fueron conferenciantes y profesores del programa. Los expedicionarios también fueron recibidos por diversos políticos como José María Aznar, Felipe González, José Luis Rodríguez Zapatero, José Bono, Fidel Castro, Vicente Fox, Manuel Fraga, Pilar del Castillo, Mireia Moscoso, Alberto Fujimori, Alan García o Juan Pablo II.
Hasta 2015 eran recibidos, todos los miembros o representantes de ellos, por SS.MM. Los Reyes de España.

### Actividades deportivas
El programa deportivo era impartido por especialistas del Instituto Nacional de Educación Física y contaba con el apoyo del Consejo Superior de Deportes. Se realizaban marchas y excursiones durante la expedición.

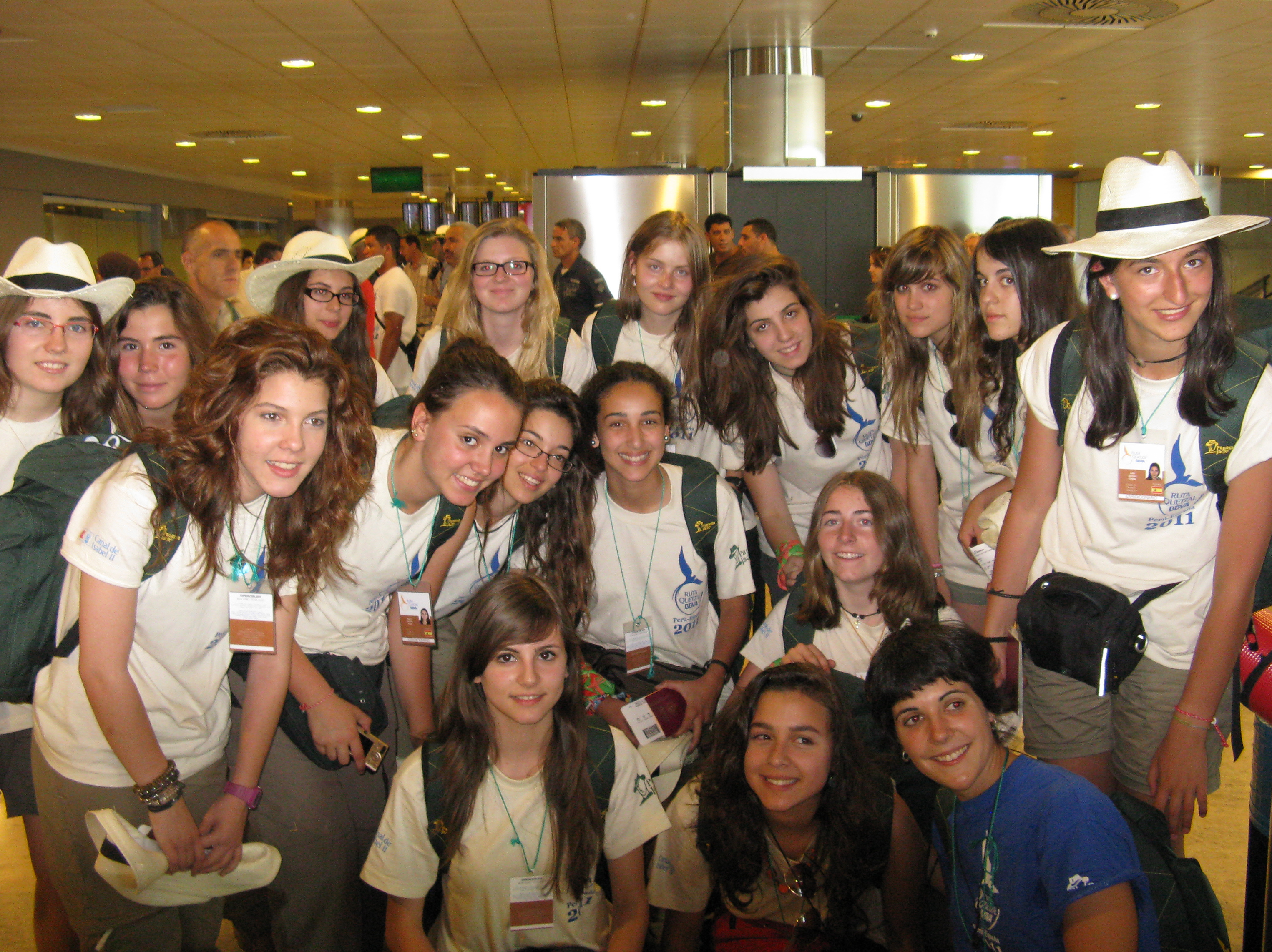
Grupo 2 de Ruta Quetzal 2011 en el aeropuerto de Barajas (Madrid).

### Música
El «Aula de Música» estaba compuesta por los ruteros con alguna habilidad para tocar instrumentos o cantar, comenzó en el año 2001 bajo la dirección de Alicia Lázaro y desde 2010 a 2016 bajo la dirección de Borja Juan.

Asimismo, la música estaba muy presente a lo largo del desarrollo de cada expedición. Los titiriteros (Juan Antonio Sanz, Julio Michel, Cuco Pérez miembros del grupo «Libélula» junto con Pablo Zamarrón, Antonio Lucio «Tonet», David Faraco y Salvador Lucio) despertaban cada mañana a los ruteros con su tambor y su dulzaina, amenizaban todas las veladas con su música y animaban a los jóvenes en los momentos más duros de las caminatas, participando algunos de sus miembros desde 1989 hasta 2016.

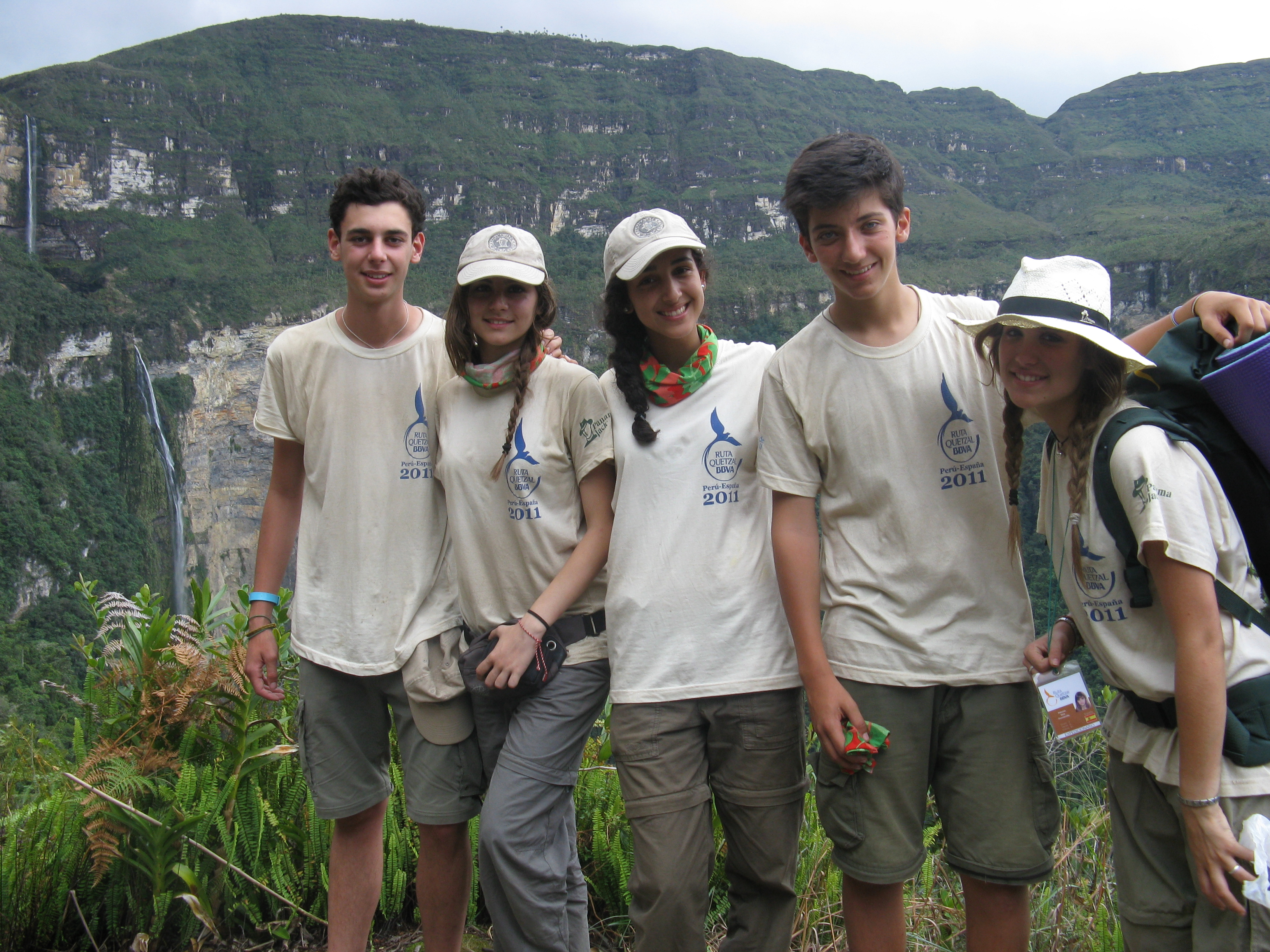
Expedicionarios de Ruta Quetzal 2011. Al fondo, la catarata Gocta.

### Televisión
El resumen de la aventura se comenzó a emitir como concurso en La 1 bajo el nombre «Aventura 92» desde 1989 hasta 1992 presentado por Miguel de la Quadra-Salcedo e Inka Martí, en años sucesivos por Verónica Mengod (1990), Silvia Andrés (1991) y Emma Ozores (1992). Desde 1993 a 1996 se emitió el programa «Ruta Quetzal», presentado por Mónica Albert y Félix Monclus.
En posteriores ediciones, aunque no todos los años, la aventura era grabada y posteriormente emitida en La 2, pudiéndose también ver en línea en RTVE.

## Expediciones
Estas son las expediciones realizadas de la Ruta Quetzal:

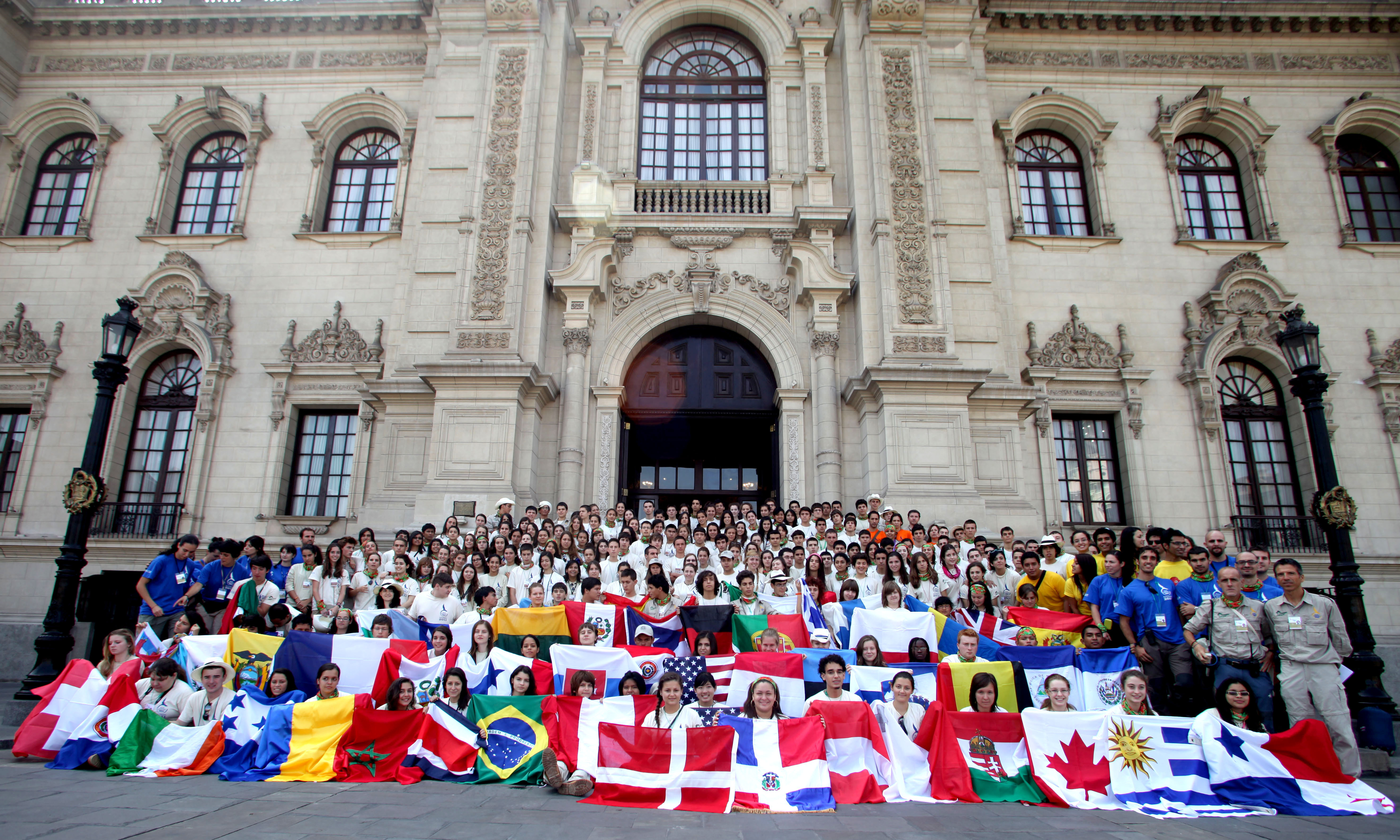
Ruta Quetzal 2011. Foto de grupo.

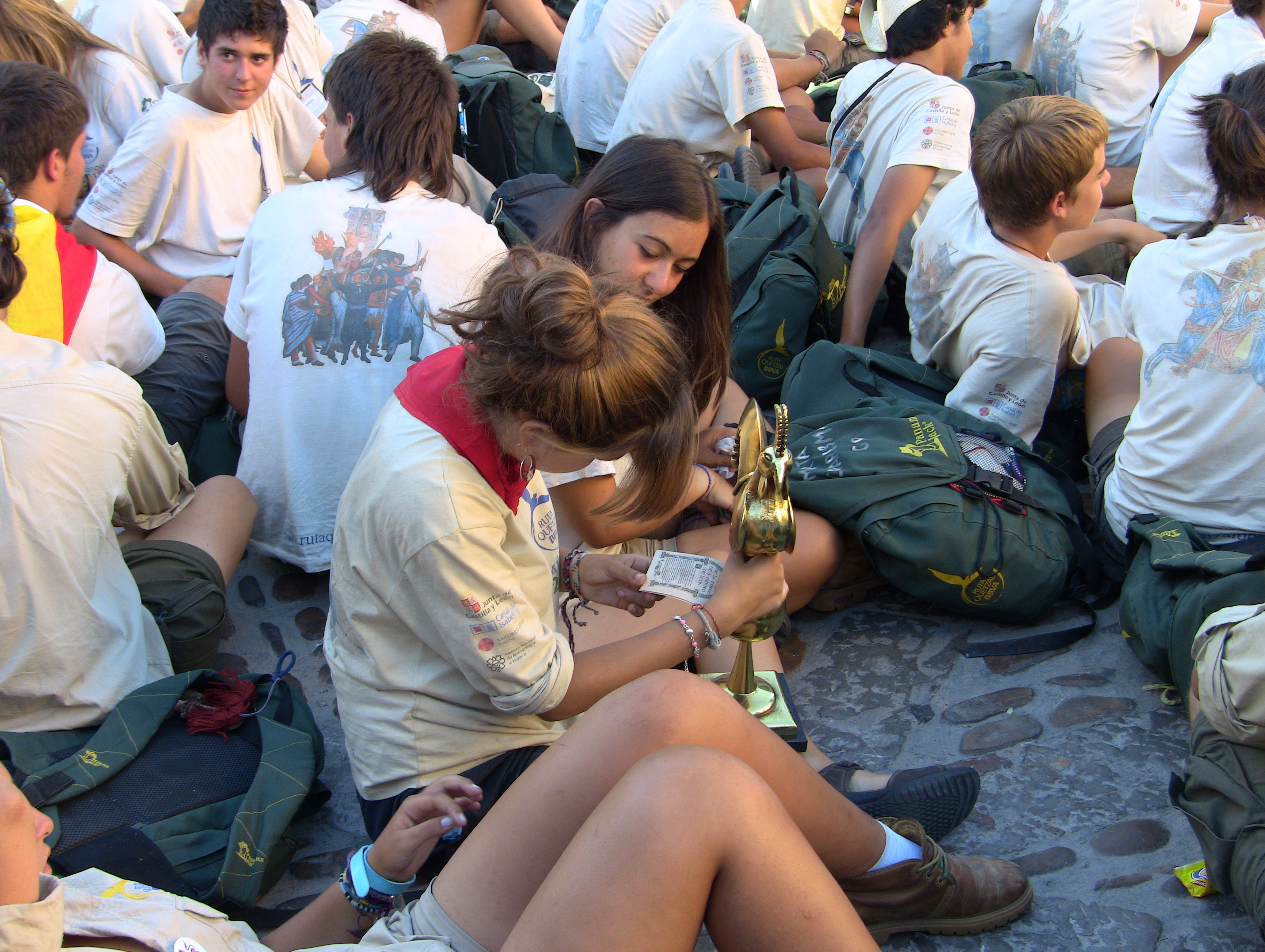
Expedicionarios Ruta Quetzal 2010.

- 1979, Aventura en el Amazonas: Compuesta por 65 ruteros, patrocinada por el Corte Inglés, con una duración de 20 días, visitando Bolivia, Perú, Colombia y Brasil, incluyendo un descenso fluvial por el río Amazonas.[6][29][47][48]
- 1985, Aventura 92, Rumbo al Zipango: Reprodujo el primer viaje de Colón, visitando República Dominicana, Bahamas, Cuba y España.[48][49][47]
- 1988, Aventura 92, Rumbo a las Antillas: Compuesta por 275 ruteros españoles y 122 de fuera de España, reprodujo el segundo viaje de Colón, visitando Bahamas, Cuba, República Dominicana, Puerto Rico, Portugal y España.[48][1][50][49][47]
- 1989, Aventura 92, Rumbo a la selva del Orinoco: Compuesta por 231 ruteros españoles y 175 de fuera de España, reprodujo el tercer viaje de Colón, visitando Venezuela, en particular el entorno natural de la selva venezolana, el Salto Ángel, República Dominicana, Portugal, Islas de Cabo Verde y España.[48][1][50][49][47]
- 1990, Aventura 92, Rumbo al mundo maya: Compuesta por 237 ruteros españoles y 191 de fuera de España, reprodujo el cuarto viaje de Colón, recorriendo México estudiando los entornos arqueológicos y antropológicos más interesantes, Costa Rica, Panamá, cruzando el Canal de Panamá, Colombia, Puerto Rico, Portugal y España.[48][1][50][49][47]
- 1991, Aventura 92, Rumbo al Amazonas: Compuesta por 214 ruteros españoles y 214 de fuera de España, dedicada al viaje histórico de Vicente Yánez Pinzón en el año 1500, recorrió Brasil, recorriendo el río Amazonas entrando en barco desde el Atlántico y llegando hasta Manaus, República Dominicana, España y Venezuela.[48][1][50][49][47]
- 1992, Aventura 92, Expedición al mundo futuro: Compuesta por 181 ruteros españoles y 178 de fuera de España, recorrió República Dominicana y España.[48][1][47]
- 1993, Ruta Quetzal Argentaria, Expedición de las Hibueras:[nota 2] Compuesta por 213 ruteros españoles y 181 de fuera de España, fue la última expedición que partió en barco, siguieron las huellas de Hernán Cortés, visitando Honduras, Guatemala, México donde se estudió el hábitat del ave quetzal, Puerto Rico, República Dominicana, Portugal y España.[48][1][49]
- 1994, Ruta Quetzal Argentaria, Expedición al mundo guaraní: Compuesta por 212 ruteros españoles y 178 de fuera de España, es el primer año que se realizan viajes americanos de un mes de duración sumados a un recorrido español de quince días que coincide con efemérides históricas, se visitaron la ruta de las misiones guaraníes en Paraguay, Brasil y Argentina, llegando hasta las cataratas del Iguazú y España.[48][1][49]
- 1995, Ruta Quetzal Argentaria, Expedición al mundo inca: Compuesta por 218 ruteros españoles y 165 de fuera de España, recorriendo la ruta que hicieron en 1748 los marinos y científicos Antonio de Ulloa y Jorge Juan, visitando Ecuador por el camino real del Sol desde Quito a Cuzco, Perú hasta el pie del Machu Picchu, y España.[48][1][49]
- 1996, Ruta Quetzal Argentaria, Expedición al legendario Potosí: Compuesta por 187 ruteros españoles y 128 de fuera de España, dedicada a la memoria histórica del descubridor de Bolivia Ñuflo de Chaves, visitando Bolivia y España.[48][1][49]
- 1997, Ruta Quetzal Argentaria, Primera expedición científica a América: Desde esta edición se bajó el número de participantes de 500 a 300, compuesta por 167 ruteros españoles y 94 de fuera de España,  recorre los caminos de primera expedición científica a América, ordenada por Felipe II y dirigida por su médico personal Francisco Hernández visitando México y España.[48][1][49]
- 1998, Ruta Quetzal Argentaria, V centenario del descubrimiento de tierra firme (Venezuela) y de la expedición de Vasco de Gama a la India: Compuesta por 188 ruteros españoles y 110 de fuera de España, visitando Portugal, España y Venezuela.[48][1][49]Expedicionarios de Ruta Quetzal 2010 visitan la Plaza Mayor de León.Expedicionarios de la Ruta Quetzal 2009 en Curarrehue, Chile.

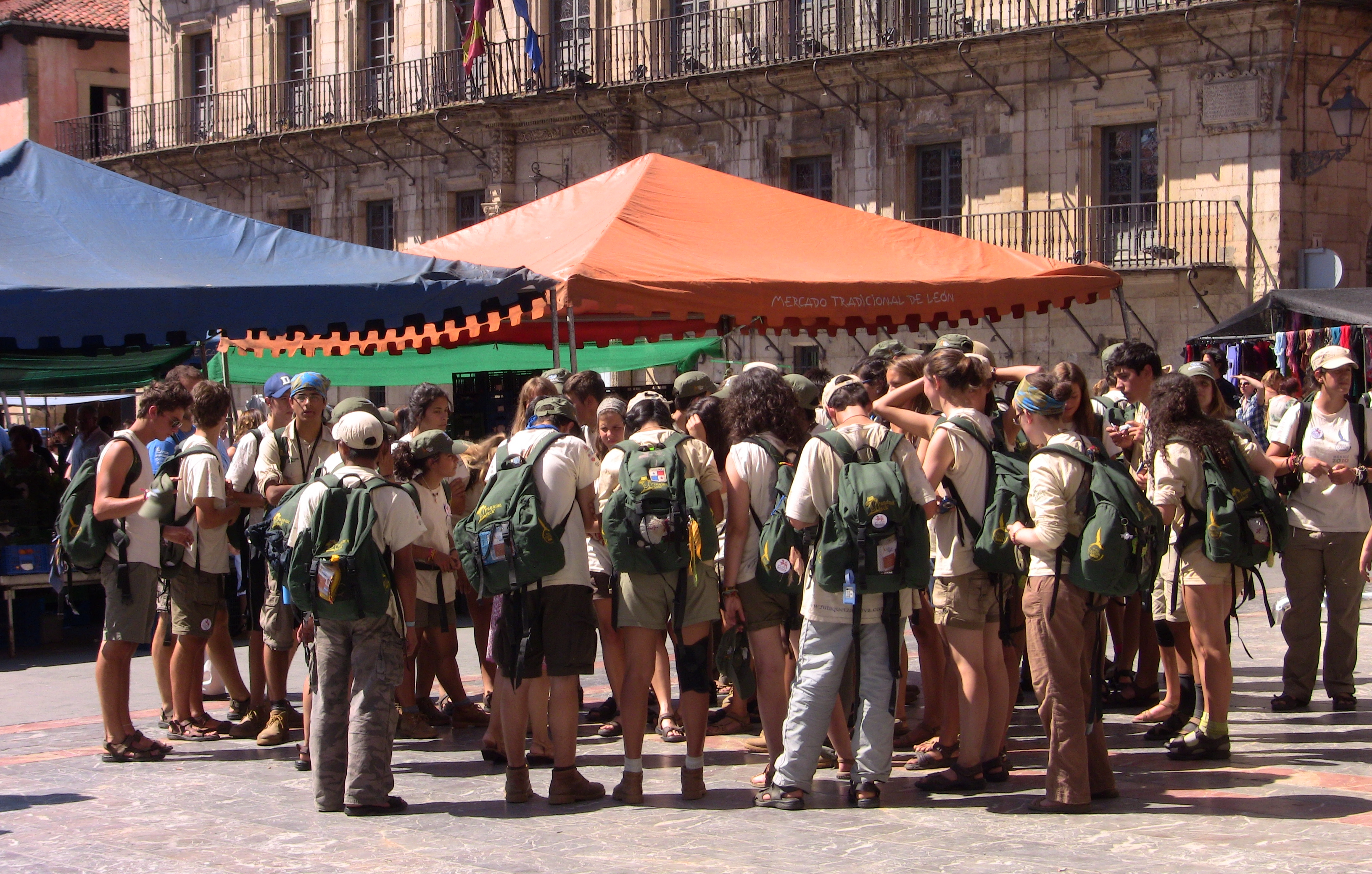
Expedicionarios de Ruta Quetzal 2010 visitan la Plaza Mayor de León.

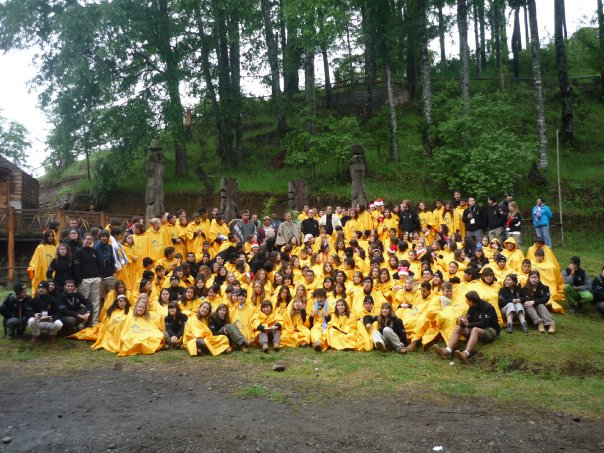
Expedicionarios de la Ruta Quetzal 2009 en Curarrehue, Chile.

- 1999, Ruta Quetzal Argentaria, Rumbo al Mar del Sur. Expedición a las selvas del Panamá: Compuesta por 163 ruteros españoles y 105 de fuera de España, año de la reversión del canal de Panamá, visitando Panamá y España.[48][1][49]
- 2000, Ruta Quetzal Argentaria, Expediciones carolinas a las tierras de América del Norte: Compuesta por 202 ruteros españoles y 106 de fuera de España, conmemorando el V centenario del nacimiento del Emperador Carlos I y los descubrimientos geográficos realizados por Álvar Núñez Cabeza de Vaca y Hernando de Soto, visitando México, Estados Unidos y España.[48][1][49]
- 2001, Ruta Quetzal BBVA, En busca del Spondylus: El oro rojo de los incas: Compuesta por 310 ruteros de 41 países, visitando Ecuador y Perú en ocasión del «Plan Binacional de Desarrollo de la Región Fronteriza Ecuador-Perú» y España.[48][52][53]
- 2002, Ruta Quetzal BBVA, Rumbo al estrecho de Cattígara: Compuesta por 340 ruteros de más de 40 países, conmemoran, como en 1990, el cuarto viaje de Colón, se recorren parques naturales de Panamá, Costa Rica conociendo los volcanes Irazú y Arenal, y España.[48][54][55]
- 2003, Ruta Quetzal BBVA, Rumbo a las montañas del Parayso: Compuesta por unos 300 ruteros de más de 40 países, se rememoró la carta de Cristóbal Colón a los Reyes Católicos desde la isla de Jamaica en 1503, visitando República Dominicana, Puerto Rico y la ruta de don Quijote en España.[48][1][56]
- 2004, Ruta Quetzal BBVA, De los volcanes mexicanos a la 'Translatio', V Aniversario de la muerte de Isabel La Católica: Compuesta por 350 ruteros de 40 países, rememorando los doscientos años de la expedición dirigida por el español Francisco Javier Balmis, quien llevó a América la vacuna de la viruela en 1803, visitando México, España conmemorando la llegada por mar del cuerpo del Apóstol Santiago, desde el reino de Judea a Galicia (Transatio) y Portugal.[48][1][57]
- 2005, Ruta Quetzal BBVA, De las ciudades de los reyes al Amazonas y a la tierra de los vascos: Compuesta por 350 ruteros de 52 países, conmemorando en esta ocasión la aparición en 1605 de las crónicas del Inca Garcilaso de la Vega, la edición del libro Don Quijote de la Mancha del mismo año, comenzando la visita en Perú la gran ciudad del Amazonas, Iquitos partiendo después al Machu Picchu  y a los valles vascos mineros de España.[48][58][59][60]
- 2006, Ruta Quetzal BBVA, A las selvas de la serpiente emplumada. Las ciudades perdidas de los mayas: Compuesta por 318 ruteros de 53 países, comenzando en Guatemala visitando Chichicastenango, Antigua Guatemala, Cobán y Tikal, entre otros lugares, Belice visitando el gran arrecife de coral caribeño, Altún Ha y Xunantunich, México donde se recordó a Gonzalo Guerrero, casado con una princesa maya, y fundador del mestizaje,  y España donde se conmemoraron los 500 años de la muerte de Cristóbal Colón y los 500 del nacimiento de Francisco Javier.[61][62][63]Expedicionarios de la Ruta Quetzal 2009 embarcándose en el buque Galicia.Expedicionarios cruzando el río.

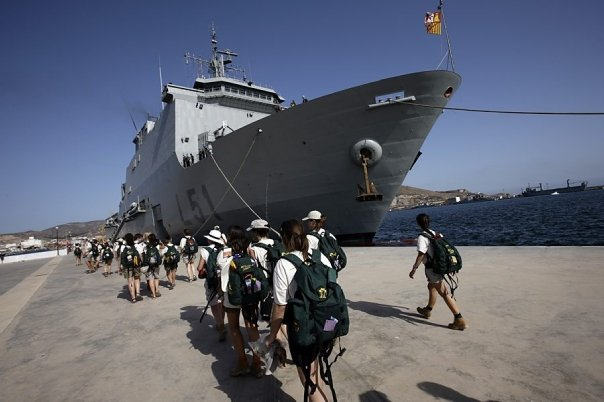
Expedicionarios de la Ruta Quetzal 2009 embarcándose en el buque Galicia.

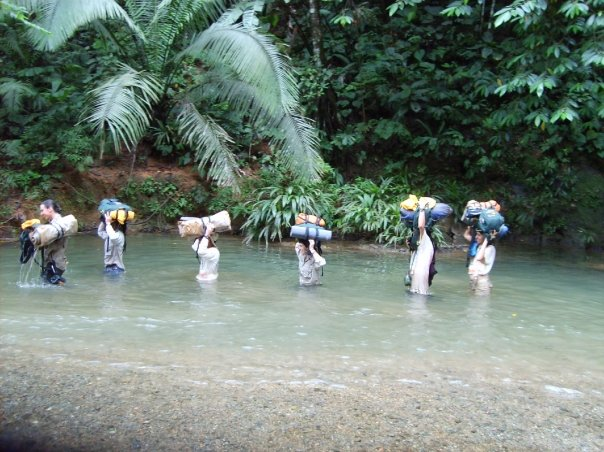
Expedicionarios cruzando el río.

- 2007, Ruta Quetzal BBVA, La huella de la Nao de la China en México: Compuesta por 325 ruteros de 55 países, siguiendo la estela del conocido como la Nao de la China o el Galeón de Manila, que cubría la ruta descubierta por Andrés de Urdaneta y que posibilitó el comercio entre Asia y Nueva España, recorriendo en México más de 300 kilómetros de la costa del Pacífico entre Acapulco y Playa Azul, también Zihuatanejo, el Templo Mayor de Tenochtitlan y el Museo Nacional de Antropología, grandes minas de plata cercanas a Guanajuato y en España, la conmemoración del centenario de la llegada a Soria de Antonio Machado y el 800 aniversario del Cantar de mio Cid, y en Bilbao se celebraron los 150 años del banco BBVA, y en Madrid los 150 años de la llegada del agua por el Canal de Isabel II.[64][65]
- 2008, Ruta Quetzal BBVA, La Selva del Río de los Cocodrilos: Compuesta por 325 ruteros de 56 países, realizando en Panamá un recorrido por los tres grandes caminos que se abrieron desde el reinado de Carlos I para conectar los dos océanos: el camino Real, el camino de Chagres y el camino de Cruces, la fortificación de Portobelo, donde se dice está enterrado Francis Drake, y en España en Castilla-La Mancha y, después varios días en Madrid en el Museo del Prado o el Palacio Real , las Cortes de Castilla y León y la Exposición Internacional de Zaragoza.[66][67]
- 2009, Ruta Quetzal BBVA, Rumbo a la Isla de Robinson Crusoe, la tierra de Juan Fernández en Chile: Compuesta por 270 ruteros de 53 países, la visita a Chile se pospuso a diciembre del mismo año debido a la pandemia por la gripe A, comenzó en julio en España en el Museo del Prado, el Real Jardín Botánico, el Observatorio Astronómico Nacional, el Convento de las Carmelitas Descalzas en Ocaña, luego en Valencia visitando la Lonja de la Seda y de los Mercaderes, después Cartagena en la refinería de Repsol, Málaga, Cádiz, Castilla y León y La Rioja en San Millán de la Cogolla y, en diciembre fueron a Chile, en el archipiélago Juan Fernández en una de cuyas islas fue rescatado el náufrago escocés Alexander Selkirk, tras cuatro años de penurias que inspiraron el personaje de Robinson Crusoe al escritor Daniel Defoe, también visitaron las ciudades de Santiago, Valparaíso, Temuco y Villarrica profundizando en la historia del descubrimiento del país, a través de personajes como Túpac Yupanqui, Magallanes, Almagro y Valdivia.[68][69]
- 2010, Ruta Quetzal BBVA, El Misterio de los Caminos Blancos Mayas: Compuesta por 270 ruteros de 53 países, con esta edición se cumplen 25 años de la Ruta. Es también el año del bicentenario de la independencia de México y Año Santo Compostelano. Se inició en México visitando Veracruz, y recorriendo los caminos abiertos por los primeros mayas en la costa atlántica de México, también los enclaves arqueológicos de Tajín, Comalcalco, Edzná, Uxmal y Chichén Itzá, tambiénbVillahermosa, y la travesía de Kolem Jaa, Orizaba, la reserva de la biosfera de Río Lagartos y Ek Balam, en España Segovia, El Burgo de Osma, Ávila, el puerto de Tornavacas, Trujillo, el enclave romano de Baelo Claudia (Bolonia) y Cádiz, donde pudieron conocer los cambios que supuso para España y para América "la Pepa", la Constitución de 1812. Realizaron a pie una parte del trayecto del Camino de Santiago. En Santiago de Compostela celebraron el Año Xacobeo y en León el XI centenario de la creación del Reino de León y la constitución de las primeras Cortes Leonesas y Lisboa en Portugal.[70][71]Expedicionarios recorriendo Panamá.Expedicionarios con trajes típicos momentos antes de la reunión con el rey de España.

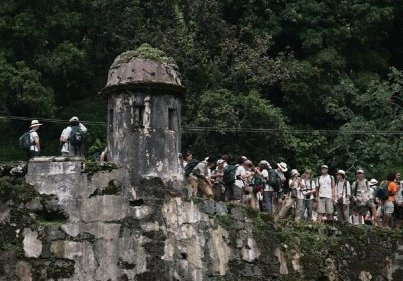
Expedicionarios recorriendo Panamá.

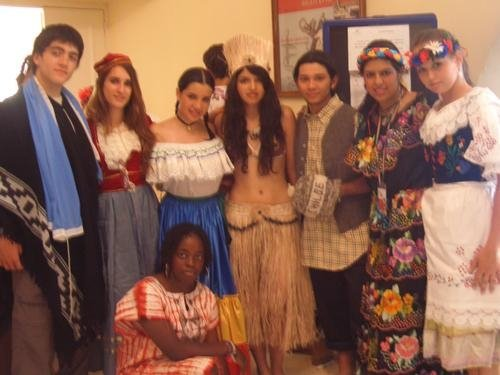
Expedicionarios con trajes típicos momentos antes de la reunión con el rey de España.

- 2011, Ruta Quetzal BBVA, La aventura de Martínez Compañón en Perú, del desierto Moche a la Selva Amazónica: Compuesta por 224 ruteros de 53 países, comenzando en Perú visitando Lima y allí el Palacio del Gobierno del Perú el Museo de la Nación, la Basílica de San Francisco, la Plaza de Armas, el Parque de La Muralla, viajaron a la Huaca de la Luna, la Huaca de El Brujo, Huanchaco, Trujillo, Chiclayo, Lambayeque, Kuélap, Chachapoyas y Zaña, en España Palacio Real, Museo del Prado, Museo Nacional de Ciencias Naturales y el Museo Naval, viajaron a Fitero, Cabredo lugar de nacimiento de Martínez Compañón, en Pasajes embarcaron en el buque "Castilla (L-52)" de la Armada Española y continuando navegación hasta Lisboa, conociendo el Monasterio de los Jerónimos, el Chiado, la Torre de Belem.[72][73][74]
- 2012, Ruta Quetzal BBVA, La Real Expedición Botánica del Nuevo Reyno de Granada: Compuesta por 223 ruteros de 51 países, siguiendo los pasos de la Real Expedición Botánica del Nuevo Reyno de Granada, que impulsó José Celestino Mutis entre 1783 y 1816, en lugares emblemáticos de Colombia, desde el Pacífico hasta la costa Caribe, Cali, explorando el Valle del Cauca y el Paisaje Cultural Cafetero, el Parque Nacional Natural Tayrona, Armenia, Salento, Valle de Cocora, Ibagué, Tolima, Santa Marta, Barranquilla y Cartagena de Indias y en España Madrid, Rota, Málaga, Cádiz, Sanlúcar de Barrameda y Sevilla.[75][76][77]
- 2013, Ruta Quetzal BBVA,  De la Selva del Darién a la Europa de Carlos V. La Gran Aventura del Descubrimiento del Mar del Sur: Compuesta por 227 ruteros de 50 países, conmemoró el quinto centenario del descubrimiento del océano Pacífico realizado por Vasco Núñez de Balboa en 1513, siguiendo sus pasos comenzó la visita en Panamá en las esclusas del Canal de Panamá, posteriormente se desplazaron hasta el Parque Nacional Darién, donde convivieron con la comunidad waunana, ascensión al cerro Pechito Parado y Panamá viejo, se trasladaron al Caribe a través del Canal de Panamá, visitando Nombre de Dios y Portobelo, a continuación en Bélgica el Parlamento Europeo de Bruselas y lugares donde vivió Carlos V, como Gante, Amberes y Brujas, la sede de la Unesco en Francia y en España Museo del Prado y el Palacio Real en Madrid, en Extremadura para visitar Jerez de los Caballeros, Madrigalejo, Fregenal de la Sierra y el Monasterio de Yuste, donde falleció el emperador Carlos V.[78][79][80]
- 2014, Ruta BBVA, En Busca de las Fuentes Del Río Amazonas. El Misterio de la Danza de los Cóndores: Compuesta por 200 ruteros de 21 países, comenzando en Perú visitando en Lima el Museo de Sitio Bodega y Quadra, Reserva nacional de Paracas, donde se dedicaron a estudiar la biodiversidad marina, siguiendo por las Líneas de Nazca, Arequipa, el cañón del Colca, ascensión al Nevado Quehuisha (origen del Río Amazonas), rememorando así a Francisco de Orellana, que en 1542 fue capaz de recorrer sus 4800 kilómetros hasta alcanzar su desembocadura, Pisco y conocerán las etnias Collagua y Cabanay, en España el Museo Arqueológico Nacional en Madrid, Sangüesa y el Castillo de Javier, Valle de Baztán, una etapa del Camino de Santiago entre Zugarramurdi y Elizondo, Museo Guggenheim de Bilbao y Santuario de Loyola, Santervás de Campos y Toledo dónde se conmemora el cuarto centenario de la muerte de El Greco.[81][82][83]

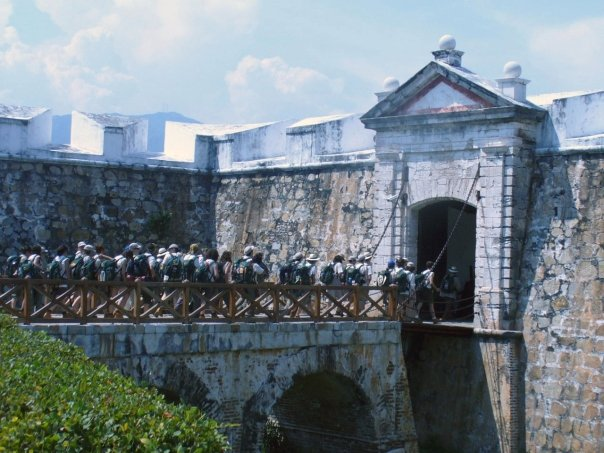
Expedicionarios cruzando el Fuerte de San Diego en Acapulco, México.

- Expedicionarios cruzando el Fuerte de San Diego en Acapulco, México.2015, Ruta BBVA, Aventura en el País de las Esmeraldas: Compuesta por 174 ruteros de 21 países. Este año, por primera vez, los participantes son mayores de edad. La visita comenzó en primer lugar en España, visitando en Madrid el Museo del Prado y el Palacio Real, a continuación fueron a Toledo para el IV centenario de la publicación del segundo tomo de don Quijote y del 500 aniversario del nacimiento de Santa Teresa de Jesús, cuyas acciones se financiaron con las esmeraldas que su hermano, el capitán Lorenzo de Cepeda y Ahumada, le enviaba desde Cartagena de Indias, posteriormente fueron a León para completar las últimas tres etapas del Camino de Santiago, para partir hacia Colombia y comenzar la visita en Cartagena de Indias, la ascensión a Pueblito en el Parque nacional natural Tayrona, marcha por el cañón del Chicamocha, Santa Marta y Aracataca.[84][85][86]

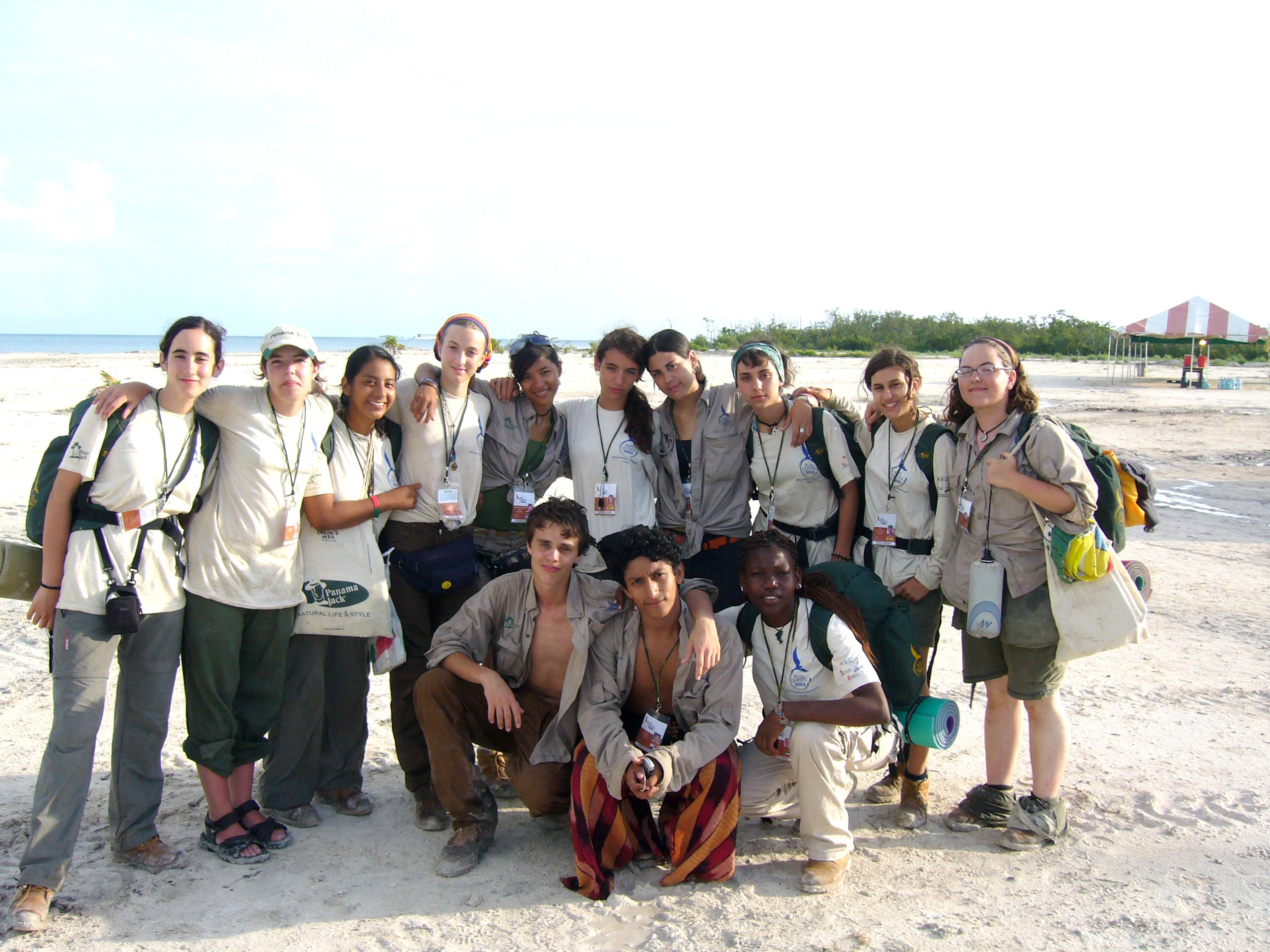
Expedicionarios en México. Ruta Quetzal BBVA 2006.

- Expedicionarios en México. Ruta Quetzal BBVA 2006.2016, Ruta BBVA, Aventura en las Selvas Mayas de Yucatán: Compuesta por 181 ruteros de 17 países. Es la última edición patrocinada por el BBVA. Visitando en México, la ciudad de Cancún y la península de Yucatán, marcha nocturna por la playa de Las Coloradas para observar el desove de tortugas, Ek Balam, Uxmal, Edzná y Tulum y la Reserva de la Biosfera Ría Celestún. A continuación tras volver a España, visitarán Madrigalejo, lugar donde falleció el rey Fernando el Católico, la mezquita-catedral de Córdoba, donde fue enterrado el Inca Garcilaso y Medina Azahara, por último Granada, visitando la Alhambra y el Generalife y a través de Trevélez ascendiendo hasta el pico Mulhacén, y Madrid.[87][88][89]
- 2022, Ruta Quetzal, La Ruta de la Translatio: Compuesta por 156 ruteros de 16 y 17 años españoles. Fue la primera expedición tras la muerte de Miguel de la Quadra-Salcedo y tras el parón desde 2016. La expedición se ha realizado con fondos de la Xunta. Sigue los pasos de la Traslatio, el recorrido que realizaron los restos del apóstol Santiago hasta la catedral compostelana. Comienza en Portugal en Braga y Caminha, en España se inició en la playa fluvial de Eiras, navegado en kayak el río Miño entre Tuy y La Guardia, subido a pie al espectacular castro del monte de Santa Tecla, Oya, Bayona, Ons, islas Cíes, Sangenjo, Padrón, Puentecesures, Catoira, Valga y Santiago.[14][90]
- 2023, Ruta Quetzal, Hacia la Luz del Fin del Mundo: Compuesta por 200 ruteros españoles. Se rememoró el descubrimiento del “mar tenebroso” más allá de Finis Terrae y recorieron los faros de la Costa de la Muerte. La visita comenzó en España en la casa natal de Valle-Inclán en Villanueva de Arousa, desde allí remontaron el río Ulla pasando a Portugal para visitar Ponte de Lima, recordando el terror de las tropas romanas de Décimo Junio Bruto, descendiendo en kayak por el río Limia y Viana do Castelo, de vuelta en España visitaron el Santuario Diocesano del Sagrado Corazón de Jesús y desde Santiago hicieron varias rutas pasaron por Mazaricos, Cee, Finisterre, faro de Mugía, Camariñas, faro en cabo Villano, Laxe, el dolmen de Dombate, el castro de Borneiro, baliza de Punta Roncudo, faro de Punta Nariga, ermita de San Adrián, y finalizando en La Coruña, visitando el Domus y el faro en uso más antiguo del mundo, la torre de Hércules.[4][91][92]
- 2024, Ruta Quetzal, Del Camino de la Plata a la Ribeira Sacra: Compuesta por 200 ruteros españoles. Comenzando en Villanueva de Arousa, río Ulla, Catoira, Sangenjo, islas Cíes, parque nacional de las Islas Atlánticas, Bayona, donde se celebró el quinto centenario de la llegada de la expedición de Magallanes-Elcano, partieron a Portugal, visitando Lisboa, conmemorando 500 años de la muerte del explorador Vasco da Gama y 500 años del nacimiento de Luis de Camoens, monasterio de los Jerónimos de Belém, regresando a España a través la Vía de la Plata desde Trujillo, Aldeanueva del Camino, yacimiento arqueológico de Cáparra hasta Astorga, visitando el Palacio Episcopal de Gaudí, y por Cebrero, a Chandreja de Queija de la Ribeira Sacra, Manzaneda, soto de Rozabales, Espasa y Santiago de Compostela.[93][94][95]

## Encuentros oficiales
Tras las expediciones se han realizado una serie de reuniones oficiales de antiguos ruteros:
- I Encuentro oficial Valencia (2001).[cita requerida]
- II Encuentro oficial Toledo (2003).[cita requerida]
- III Encuentro oficial Navarra (2005).[cita requerida]
- IV Encuentro oficial Cantabria (2007), 150 participantes.[96]
- V Encuentro oficial Huelva (2009), 120 participantes[97]
- VI Encuentro oficial Madrid (2011).[98]
- VII Encuentro oficial Santiago de Compostela (2017).[99]

## Museo de la Ruta Quetzal
El 8 de mayo de 2023 fue inaugurado el museo de la Ruta Quetzal en Santervás de Campos. El museo incluye trabajos presentados para participar en la Quetzal, parte de esta exposición se puede visitar en el museo, que cuenta también con objetos legados por la familia de Miguel de la Quadra-Salcedo, y además existe un museo virtual. La recopilación y digitalización de dichos objetos estuvo realizada por la asociación de ruteros Aventura Quetzal.

## Enlaces
- Museo de la Ruta Quetzal de Santervás de Campos

- Datos: Q2626014
- Multimedia: Ruta Quetzal / Q2626014